# Пунта Аренас
Пу̀нта Арѐнас (на испански: Punta Arenas) е град в Чили. Разположен е в южната част на страната край Магелановия проток. Главен административен център на провинция Магалянес. Основан е на 18 декември 1848 г. Център на богат животновъден район. Нефтохимическа, дърводобивна, дървообработваща и металообработваща промишленост. Има пристанище. Бил е най-южният град на планетата до провъзгласяването за градове на аржентинските Ушуая и Рио Гранде. Население 130 136 жители от преброяването през 2002 г. В града има голяма хърватска емигрантска колония.